# Shoemaker (cratère lunaire)
Pour les articles homonymes, voir Shoemaker (cratère terrestre) et Shoemaker.
Shoemaker est un cratère lunaire situé près du pôle sud, et localisé près des cratères Shackleton, Faustini, Malapert et Haworth. À cette latitude, la lumière solaire n'arrive que de façon rasante, et il est ainsi presque perpétuellement plongé dans l'obscurité. Peu de détails sont discernables depuis le sol terrestre, en raison de la portée des ombres et sa morphologie n'est précise que par les sondes spatiales placées en orbite lunaire. Son contour est visible avec néanmoins de nombreux craterlets tout autour de son rebord. Il communique ainsi directement avec les cratères voisins Malapert, Haworth et Faustini.  La sonde Lunar Prospector a découvert une concentration d'hydrogène dans ce lieu avec son spectromètre.
En l'an 2000, l'union astronomique internationale a donné le nom de l'astronome américain Eugene M. Shoemaker, découvreur de la comète Shoemaker-Levy 9 qui porte son nom.

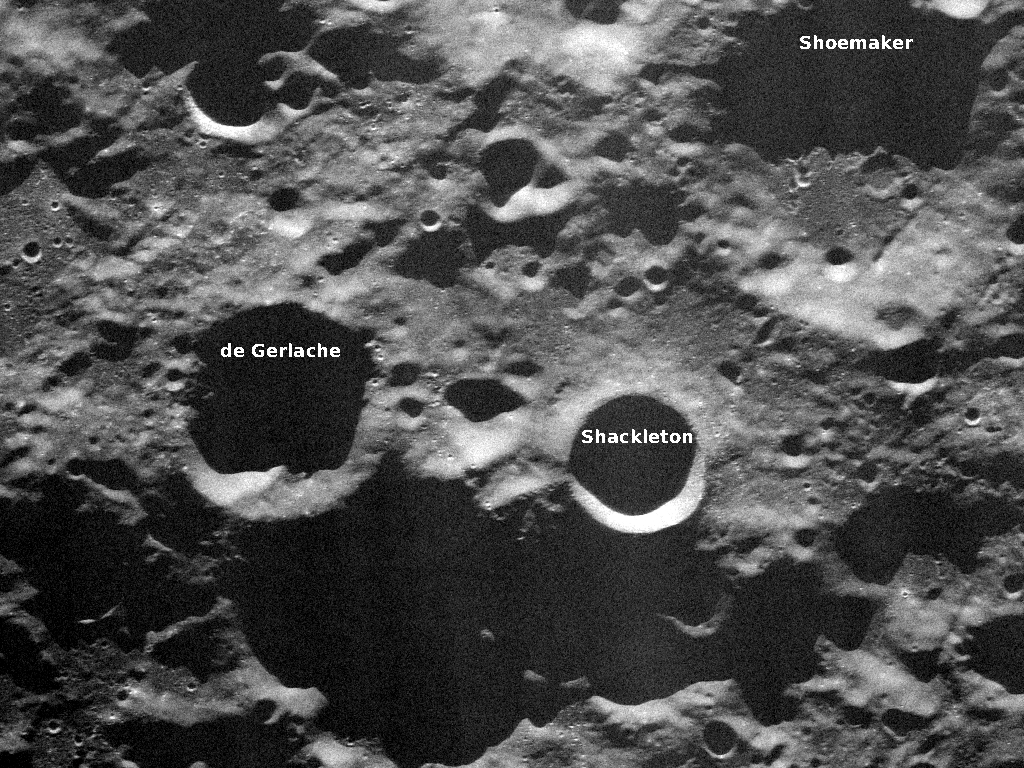
Le cratère Shoemaker vu par radar.